# Nezavisna stranka prava
Nezavisna stranka prava (NSP) je hrvatska politička stranka pravaške političke orijentacije. Osnovana je 2004. godine.
Kandidirala se na izborima 1997. za Županijski dom u Varaždinskoj i Bjelovarsko-bilogorskoj županiji. te u IV. izbornoj jedinici na izborima za Hrvatski državni sabor, zajedno s Hrvatskom demokratskom seljačkom strankom (HDSS), Hrvatskom seljačkom radničkom strankom (Strankom istine) 2000. godine, ali nisu prešli izborni prag. te u Zagrebu na gradskim izborima 2000., na listi za izbornu jedinicu Podsljeme zajedno s Hrvatskom strankom prava, Hrvatskim obranbenim redom (HOR), Hrvatskom republikanskom zajednicom (HRZ), Domovinskom građanskom strankom (DGZ) i Hrvatskim oslobodilačkim pokretom (HOP).

## Vanjske poveznice
- Jerko Zovak: Mi smo najčistiji Antini sljednici, SBPlus, 18. svibnja 2015.